# Claus Jensen
Claus William Jensen (Nykøbing Falster, 29 april 1977) is een voormalig Deens voetballer. Hij speelde als middenvelder en kwam het grootste deel van zijn profcarrière uit in Engeland. Jensen sloot zijn loopbaan in 2007 af bij Fulham.

## Interlandcarrière
Jensen speelde in totaal 47 interlands (8 doelpunten) voor de nationale ploeg van Denemarken in de periode 2000-2007. Onder leiding van de Zweedse bondscoach Bo Johansson maakte hij zijn debuut op 29 maart 2000 in de vriendschappelijke wedstrijd tegen Portugal (2-1) in Leiria, net als Martin Laursen (Hellas Verona). Jensen viel in die wedstrijd na 71 minuten in voor Martin Jørgensen. Hij nam met zijn vaderland deel aan het WK voetbal 2002 en het EK voetbal 2004. Jensen scoorde drie keer in de oefeninterland tegen Egypte (1-4) op 12 februari 2003.
| Interlands van Claus Jensen voor Denemarken | Interlands van Claus Jensen voor Denemarken | Interlands van Claus Jensen voor Denemarken | Interlands van Claus Jensen voor Denemarken | Interlands van Claus Jensen voor Denemarken | Interlands van Claus Jensen voor Denemarken |
| №                                           | Datum                                       | Wedstrijd                                   | Uitslag                                     | Competitie                                  | Goals                                       |
| Als speler van Bolton Wanderers             | Als speler van Bolton Wanderers             | Als speler van Bolton Wanderers             | Als speler van Bolton Wanderers             | Als speler van Bolton Wanderers             | Als speler van Bolton Wanderers             |
| ------------------------------------------- | ------------------------------------------- | ------------------------------------------- | ------------------------------------------- | ------------------------------------------- | ------------------------------------------- |
| 1                                           | 29 maart 2000                               | Portugal – Denemarken                       | 2 – 1                                       | Oefeninterland                              |                                             |
| Als speler van Charlton Athletic            |                                             |                                             |                                             |                                             |                                             |
| 2                                           | 16 augustus 2000                            | Faeröer – Denemarken                        | 0 – 2                                       | Nordic Cup                                  |                                             |
| 3                                           | 2 september 2000                            | IJsland – Denemarken                        | 1 – 2                                       | WK-kwalificatie                             |                                             |
| 4                                           | 7 oktober 2000                              | Noord-Ierland – Denemarken                  | 1 – 1                                       | WK-kwalificatie                             |                                             |
| 5                                           | 11 oktober 2000                             | Denemarken – Bulgarije                      | 1 – 1                                       | WK-kwalificatie                             |                                             |
| 6                                           | 15 november 2000                            | Denemarken – Duitsland                      | 2 – 1                                       | Oefeninterland                              |                                             |
| 7                                           | 24 maart 2001                               | Malta – Denemarken                          | 0 – 5                                       | WK-kwalificatie                             | Goal                                        |
| 8                                           | 28 maart 2001                               | Tsjechië – Denemarken                       | 0 – 0                                       | WK-kwalificatie                             |                                             |
| 9                                           | 25 april 2001                               | Denemarken – Slovenië                       | 3 – 0                                       | Oefeninterland                              |                                             |
| 10                                          | 2 juni 2001                                 | Denemarken – Tsjechië                       | 2 – 1                                       | WK-kwalificatie                             |                                             |
| 11                                          | 6 juni 2001                                 | Denemarken – Malta                          | 2 – 1                                       | WK-kwalificatie                             |                                             |
| 12                                          | 10 november 2001                            | Denemarken – Nederland                      | 1 – 1                                       | Oefeninterland                              |                                             |
| 13                                          | 17 mei 2002                                 | Denemarken – Kameroen                       | 2 – 1                                       | Oefeninterland                              |                                             |
| 14                                          | 26 mei 2002                                 | Denemarken – Tunesië                        | 2 – 1                                       | Oefeninterland                              |                                             |
| 15                                          | 15 juni 2002                                | Denemarken – Engeland                       | 0 – 3                                       | WK-eindronde                                |                                             |
| 16                                          | 21 augustus 2002                            | Schotland – Denemarken                      | 0 – 1                                       | Oefeninterland                              |                                             |
| 17                                          | 7 september 2002                            | Noorwegen – Denemarken                      | 2 – 2                                       | EK-kwalificatie                             |                                             |
| 18                                          | 12 oktober 2002                             | Denemarken – Luxemburg                      | 2 – 0                                       | EK-kwalificatie                             |                                             |
| 19                                          | 12 februari 2003                            | Egypte – Denemarken                         | 1 – 4                                       | Oefeninterland                              | Goal · Goal · Goal                          |
| 20                                          | 2 april 2003                                | Denemarken – Bosnië en Herzegovina          | 0 – 2                                       | EK-kwalificatie                             |                                             |
| 21                                          | 30 april 2003                               | Denemarken – Oekraïne                       | 1 – 0                                       | Oefeninterland                              |                                             |
| 22                                          | 7 juni 2003                                 | Denemarken – Noorwegen                      | 1 – 0                                       | EK-kwalificatie                             |                                             |
| 23                                          | 11 juni 2003                                | Luxemburg – Denemarken                      | 0 – 2                                       | EK-kwalificatie                             | Goal                                        |
| 24                                          | 20 augustus 2003                            | Denemarken – Finland                        | 1 – 1                                       | Oefeninterland                              |                                             |
| 25                                          | 10 september 2003                           | Denemarken – Roemenië                       | 2 – 2                                       | EK-kwalificatie                             |                                             |
| 26                                          | 18 februari 2004                            | Turkije – Denemarken                        | 0 – 1                                       | Oefeninterland                              |                                             |
| 27                                          | 31 maart 2004                               | Spanje – Denemarken                         | 2 – 0                                       | Oefeninterland                              |                                             |
| 28                                          | 28 april 2004                               | Denemarken – Schotland                      | 1 – 0                                       | Oefeninterland                              |                                             |
| 29                                          | 30 mei 2004                                 | Estland – Denemarken                        | 2 – 2                                       | Oefeninterland                              |                                             |
| 30                                          | 5 juni 2004                                 | Denemarken – Kroatië                        | 1 – 2                                       | Oefeninterland                              |                                             |
| 31                                          | 14 juni 2004                                | Denemarken – Italië                         | 0 – 0                                       | EK-eindronde                                |                                             |
| 32                                          | 18 juni 2004                                | Denemarken – Bulgarije                      | 2 – 0                                       | EK-eindronde                                |                                             |
| 33                                          | 27 juni 2004                                | Tsjechië – Denemarken                       | 3 – 0                                       | EK-eindronde                                |                                             |
| Als speler van Fulham                       |                                             |                                             |                                             |                                             |                                             |
| 34                                          | 18 augustus 2004                            | Polen – Denemarken                          | 1 – 5                                       | Oefeninterland                              | Goal                                        |
| 35                                          | 4 september 2004                            | Denemarken – Oekraïne                       | 1 – 1                                       | WK-kwalificatie                             |                                             |
| 36                                          | 26 maart 2005                               | Denemarken – Kazachstan                     | 3 – 0                                       | WK-kwalificatie                             |                                             |
| 37                                          | 30 maart 2005                               | Oekraïne – Denemarken                       | 1 – 0                                       | WK-kwalificatie                             |                                             |
| 38                                          | 17 augustus 2005                            | Denemarken – Engeland                       | 4 – 1                                       | Oefeninterland                              |                                             |
| 39                                          | 3 september 2005                            | Turkije – Denemarken                        | 2 – 2                                       | WK-kwalificatie                             | Goal                                        |
| 40                                          | 7 september 2005                            | Denemarken – Georgië                        | 6 – 1                                       | WK-kwalificatie                             | Goal                                        |
| 41                                          | 8 oktober 2005                              | Denemarken – Griekenland                    | 1 – 0                                       | WK-kwalificatie                             |                                             |
| 42                                          | 16 augustus 2006                            | Denemarken – Polen                          | 2 – 0                                       | Oefeninterland                              |                                             |
| 43                                          | 1 september 2006                            | Denemarken – Portugal                       | 4 – 2                                       | Oefeninterland                              |                                             |
| 44                                          | 6 september 2006                            | IJsland – Denemarken                        | 0 – 2                                       | EK-kwalificatie                             |                                             |
| 45                                          | 7 oktober 2006                              | Denemarken – Noord-Ierland                  | 0 – 0                                       | EK-kwalificatie                             |                                             |
| 46                                          | 11 oktober 2006                             | Liechtenstein – Denemarken                  | 0 – 4                                       | EK-kwalificatie                             |                                             |
| 47                                          | 6 februari 2007                             | Australië – Denemarken                      | 1 – 3                                       | Oefeninterland                              |                                             |